# Stringbike
En Stringbike er en cykel, der benytter snore eller reb og et taljesystem til at drive cyklen frem, frem for den traditionelle cykelkæde og tandhjul. De benytter to Dyneema-snore der sidder taljen som sidder på en drejende arm og en kammekanisme på den side af cyklen. Denne mekanisme erstatter det runde tandhjul, som normale cykler bruger. Til forskel fra traditionelle cykler gearsystem, der anvender Derailleur, så er der ikke noget slip, i en stringbike, når man skifter gear. Cykeltypen har 19 gear ratio uden dubletter, og et samlet antal gear på 3,5 til 1. Udvekslingen kan ændres med en mekanisme på højre side af håndtaget. Gearratioen kan også ændres selvom cyklen stort set står stille.
Ungarske designere fra Stringbike Kft. afslørede stringbike i Padova, Italien i 2010.